# 990

990(구백구십)은 989보다 크고 991보다 작은 자연수다.

## 수학
- 합성수로, 그 약수는 총 24개다. (1, 2, 3, 5, 6, 9, 10, 11, 15, 18, 22, 30, 33, 45, 55, 66, 90, 99, 110, 165, 198, 330, 495, 990)
  - 990의 진약수의 합은 1818이므로, 990은 과잉수다.
- 44번째 삼각수이자, 가장 큰 세 자리 삼각수다. 앞의 삼각수는 946, 다음 삼각수는 1035다.
- {\displaystyle 990=491+499}
  - 연속하는 두 소수(素數)의 합으로 나타낼 수 있는 가장 큰 세 자리 수다. 이 성질을 지닌 앞의 수는 978, 다음 수는 1002이다.
- {\displaystyle 990=151+157+163+167+173+179}
  - 연속하는 소수(素數) 6개의 합으로 나타낼 수 있으며, 이 성질을 지닌 앞의 수는 960, 다음 수는 1020이다.
- {\displaystyle 990=9\times 10\times 11}
  - 연속하는 세 자연수의 곱으로 나타낼 수 있으며, 이 성질을 지닌 앞의 수는 720, 다음 수는 1320이다.
- {\displaystyle 990=15^{2}+18^{2}+21^{2}}
  - 공차가 3인 세 자연수의 제곱합으로 나타낼 수 있는 가장 큰 세 자리 수다. 이 성질을 지닌 앞의 수는 885, 다음 수는 1101이다.
  - 연속하는 세 개의 {\displaystyle 3n}({\displaystyle n}은 자연수)의 제곱합으로 나타낼 수 있으며, 이 성질을 지닌 앞의 수는 693, 다음 수는 1341이다.
- {\displaystyle 990=12^{2}+13^{2}+14^{2}+15^{2}+16^{2}}
  - 연속하는 자연수 5개의 제곱합으로 나타낼 수 있으며, 이 성질을 지닌 앞의 수는 855, 다음 수는 1135다.
- {\displaystyle 89^{2}-1}은 990으로 나누어떨어진다.

## 과학
- NGC 990(영어판): 양자리 방향에 있는 타원은하.

## 교통

### 항공
- 컨베어 990: 컨베어의 항공기로, 컨베어 880의 개량형.
- 이집트 항공 990편 추락 사고

### 도로
- 주간고속도로 제990호선(영어판): 미국의 주간고속도로.
- 990번 홋카이도도(일본어판)

## 군사
- U-990(영어판): 제2차 세계 대전에 사용된 나치 독일의 군용 잠수함.

## 문화유산
- 대한민국의 보물 제990호: 상주 남장사 철조비로자나불좌상

## 방송
- 지니 TV의 애니플러스 채널 번호.
- B tv의 MBC 에브리원 채널 번호.
- LG헬로비전의 채널W 채널 번호.
- B tv 케이블의 SBS 스포츠 채널 번호.

## 기타
- 연도: 990년, 기원전 990년
- 990년대
- 한국십진분류법에서 전기(傳記)에 관한 책들이 분류되는 번호.